# 노부나가의 야망 Online
《노부나가의 야망 Online》(일본어: 信長の野望Online)은 코에이가 자사의 시뮬레이션 게임 노부나가의 야망 시리즈의 세계관을 베이스로 발매한 MMORPG이다. 본작은 플레이스테이션 2(PS2)용으로서는 《파이널 판타지 XI》에 이어 2번째로 나온 MMORPG이지만, 플레이어 캐릭터 간의 대전이나 세력 간의 전투가 가능한 것이 《파이널 판타지 XI》와 다른 점이다.
MMORPG로서는 드문 센고쿠 시대의 일본이 배경으로, 사무라이나 닌자 등의 직업과 파티를 '도당(徒党)'이라고 부르는 것 등, 일본풍의 세계관을 전면에 내세운 작품이다. 단 '사실에 너무 구애되면 자유도를 잃어버리게 된다'고 하는 설계 사상에 기초를 두어, 신화나 오컬트 등 판타지의 요소도 가미되었다.
PlayStation BB Unit이 필수이기 때문에, SCPH-70000 이후의 얇은 형태의 PS2에서는 플레이가 불가능하다.

## 개요
플레이어는 서버에 구축된 가상의 센고쿠 시대 속에 1명의 등장인물로서, 게임 내에 재현된 중부 일본(니시칸토·쥬부·긴키 지방)을 배경으로 자유롭게 모험하고, 14개의 다이묘 가문 중 어딘가에 사관하여, 소속된 세력의 발전을 목적으로 전투나 외교라고 하는 세력 다툼을 행한다. 또, 어느 세력에도 속하지 않은 낭인으로 플레이하는 것도 가능하다. 시리즈에서 유일하게 CERO 15세 이상 대상 등급의 작품이기도 하다.

## 서버의 선택
《노부나가의 야망 Online》에서는 2008년 현재, 8개의 서버가 존재하며, 각각이 독립 병행적으로 가상 센고쿠 시대가 진행된다. 플레이어는 캐릭터를 작성하기 전에, 어느 서버에서 플레이할 것인가를 선택할 필요가 있다. 1개의 계정으로 서버에 각각 최대 3명(유료 옵션에서는 +1명)까지, 캐릭터를 작성할 수 있다.
서버의 명칭은, 과거 노부나가의 야망 시리즈의 서브타이틀에서 이름 붙여져 있다.
- 군웅전(群雄伝), 풍운록(風雲録), 패왕전(覇王伝)

《노부나가의 야망 Online》 개시 당초인 2003년 6월 12일의 서버로, 사실을 기초로 한 세력 관계를 가지고 시작된다.
- 천상기(天翔記)

발매 개시 1주일 뒤인 2003년 6월 19일 설치된 서버로, 세력 관계가 모두 중립의 상태에서 시작된다.
- 장성록(将星録)

엣츄 지역이 추가된 후인 2003년 10월 8일 설치된 서버로, 세력 관계는 천상기와 같이 모두 중립의 상태에서 시작된다.
- 열풍전(烈風伝)

윈도우판이 발매된 2004년 2월 4일 설치된 서버로, 세력 관계는 천상기, 장성록과 같이 모두 중립의 상태에서 시작된다.
- 람세기(嵐世紀)

쟁패의 장(争覇の章) 도입으로부터 4년만인 2008년 3월 26일에 새롭게 설치된 서버로, 세력 관계는 모두 중립의 상태에서 시작된다.
- 테스트 월드(テストワールド)

사양 변경과 확장팩의 릴리즈 전에, 그 기능을 플레이어 자신에게 확인하는 것이 가능하게 된 서버다. 이 서버에서는 《울티마 온라인》 등의 테스트 서버와 같아서, 플레이어의 레벨이나 기능 등을 어느 정도 자유롭게 변경하는 것이 가능하며, 목적을 테스트하기 쉽게 설정되어 있다.